# Temps de baixada
En electrònica, quan es descriu un voltatge o una funció de corrent tipus graó, el temps de baixada es refereix al temps necessari perquè un senyal canviï d'un valor alt prèviament especificat en un valor baix prèviament especificat.
Normalment, aquests valors són del 90% i 10% de l'alçada dels graons.
El senyal de sortida d'un sistema es caracteritza també pel temps de pujada: tots dos paràmetres depenen dels temps de baixada i temps de pujada del senyal d'entrada i de les característiques del sistema.